# Stenosepala hirsuta
Stenosepala hirsuta là một loài thực vật có hoa trong họ Thiến thảo. Loài này được C.Perss. mô tả khoa học đầu tiên năm 2000.